# 日本eスポーツ協会
一般社団法人日本eスポーツ協会（英: Japan Esports Union、略称: JESU）は、日本国内におけるeスポーツの中央競技団体。
2015年から2018年に存在していた一般社団法人日本eスポーツ協会（JeSPA）の後継団体にあたる。
JeSPAを吸収する形で設立された2018年に「一般社団法人日本ｅスポーツ連合」が、2025年8月1日より「一般社団法人日本ｅスポーツ協会」に法人名称を変更した。 
関連項目：日本eスポーツ連合

## JeSPA（2015～2018)概要
設立は2015年4月1日。日本国内のエレクトロニック・スポーツ（eスポーツ）の各競技を総括し、代表し、競技を通じてeスポーツを振興させ国内の競技力の向上や普及を目的として活動している。スポーツマンシップを育成し、従来のゲーマーのイメージから脱却して、アスリートとしてのゲーマーの誕生、普及、発展が目指されている。
2016年3月には日本eスポーツ協会によってゲームの競技大会である「第1回 日本eスポーツ選手権大会」が開催される。この大会では、いくつかのゲームソフトを正式種目としてこれの日本チャンピオンを決定し、賞金も設けられる。2008年、Global Gaming League(GGL)が主催するDigital games worldwide tournamentが北京オリンピック組織委員会から「ウェルカムイベント」として認められたことがあり、協会は2020年東京オリンピックでも同様の大会を開こうとしている。そのために日本オリンピック委員会、国際オリンピック委員会への加盟を目指している。
2018年1月21日に日本eスポーツ連合に合流する形で解散。